# Sydney Harbour Bridge

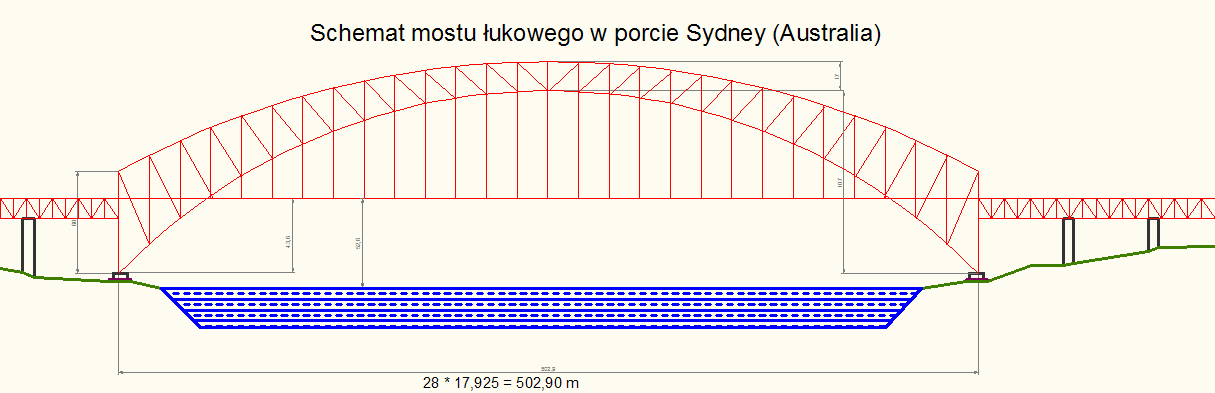
Schemat mostu

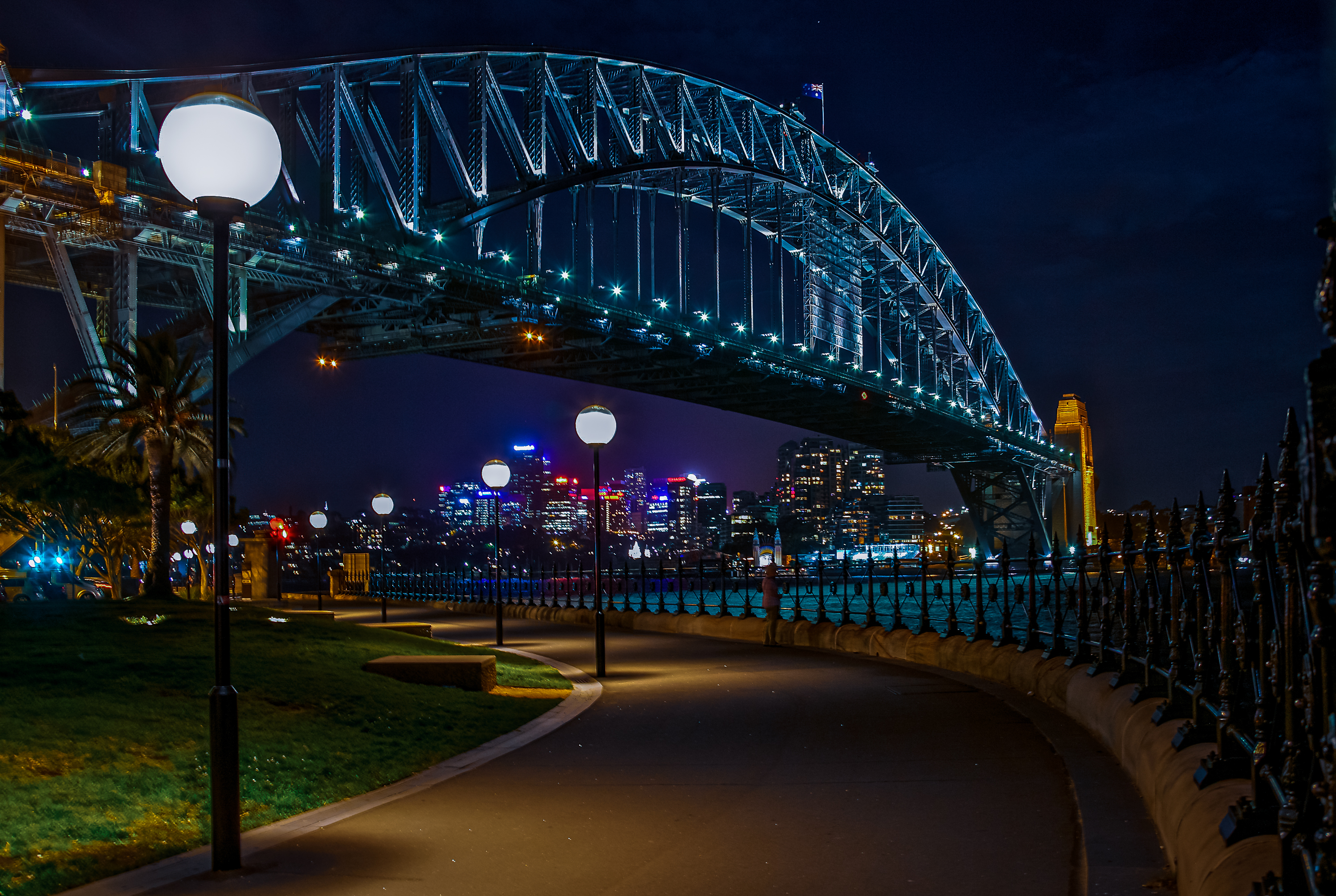
Most Harbour

Sydney Harbour Bridge, most w Sydney nad zatoką Port Jackson. Ukończony w 1932 most ma 1149 m długości, a jego najwyższy punkt znajduje się 134 metry nad poziomem zatoki. Na moście odbywa się coroczny pokaz sztucznych ogni na Nowy Rok. Atrakcją jest też możliwość wspinaczki po łuku głównym przęsła po specjalnie przygotowanych do tego celu schodach.

## Historia
Budowę rozpoczęto w 1921 roku według projektu Johna Bradfielda. Przy budowie mostu życie straciło 16 robotników, a koszt wynoszący ponad 10 milionów funtów został uznany za zamortyzowany dopiero w 1988 roku. Celem budowy było połączenie obu brzegów Sydney, a konkretnie uproszczenie komunikacji między śródmieściem a dzielnicą North Sydney.

## Budowa
Most ma konstrukcję łukową, ważącą 52,9 tysięcy ton. Przy budowie każdego z przęseł użyto 6 milionów nitów, betonowe filary wykończono granitem. Most ma długość 1149 m, szerokość pomostu to 49 m, główne przęsło osiąga 503 m rozpiętości a pylony mają po 89 m wysokości każdy. Most ma charakter drogowo-kolejowy: mieści osiem pasów ruchu, dwa tory kolejowe oraz chodnik i ścieżkę rowerową. Do 1958 roku po moście kursowały tramwaje.